# Ale Dee
Ale Dee, de son vrai nom Alexandre Duhaime, né à Trois-Rivières, au Québec, est un rappeur canadien. Il fait ses débuts en Mauricie au sein de la formation Chosen One avec Doris D et DJ Flavor. Il est représenté par les productions Josée Grenier. En 2016, Ale Dee compte plus de 25 000 albums vendus.

## Biographie
En 2000, Sir Pathetik rejoint Ale Dee et Doris D (de Dyapason), et le nom de la formation la plus en vue en Mauricie change de Chosen One à Mine de rien (d’où le titre de l’album). Mais une importante période de remise en question aboutit à la dissolution du groupe. Ale Dee entreprend alors une carrière solo. En mars 2002, il gagne le deuxième prix de la catégorie « rap francophone » durant l'événement Hip Hop 4 Ever. La même année il a collaboré avec Sir Pathetik dans S'pas normal. et une autre collaboration avec le même artiste en 2006 avec T Town. Après Mine de rien, il signe sur un des plus importants labels québécois, K-Pone Inc. pour lancer son deuxième album avec Pour le love pis l'cash. Le vidéoclip Pour le love pis l'cash est lancé en 2008.
En mi-2013, Ale Dee publie son quatrième album 2013 A.D. qui est, selon les dires du rappeur, un « album sans compromis » et aux paroles crues. Pour cet album, il s'inspire du dubstep et du rock. En septembre 2013, il publie un vidéoclip de sa chanson Dites-lui avec Andréane d’Occupation double. La même année, il est annoncé aux côtés de Jason Burns, président de la Fondation Pat Burns et porte-parole officiel du Prix Pat Burns.
En 2015, il publie son nouvel opus intitulé Sans vous en téléchargement libre. 2015 également, il est annoncé en spectacle aux côtés du rappeur Kasper. En mars 2016, il publie l'extrait Au lieu d’en parler, le premier de son cinquième album 1.L.K prévu pour juin 2016.

## Discographie

### Albums studio
- 2006 : Mine de rien
- 2008 : Pour le love pis l'cash
- 2010 : Entre la mine et l'papier
- 2011 : 4 minutes de gloire
- 2013 : 2013 A.D.

### Autres
- Mixtape dans la rue 2
- Comme je suis

### Singles
- Elle avec Prinz-Ali
- Une place à côté de toi
- Mes dues
- Pour le love pis l'cash (2008)
- Put Em Up (2010)
- La femme de ma vie avec Miray (2011)
- Depuis que t'es partie (2008)